# Muzeum Twierdzy Przemyśl
Muzeum Twierdzy Przemyśl – muzeum z siedzibą w Przemyślu. Placówka jest prowadzona przez Stowarzyszenie 3 Historycznego Galicyjskiego Pułku Artylerii Fortecznej im. Księcia Kinsky'ego.
Muzeum powstało w 2002 roku jako Muzeum Twierdzy Przemyskiej, a jego pierwszą siedzibą były pomieszczenia przemyskiego Klubu Garnizonowego przy ul. Grodzkiej 8. Od 2009 roku ekspozycja mieści się w budynku Cech Rzemiosł Różnych przy ul. Katedralnej.

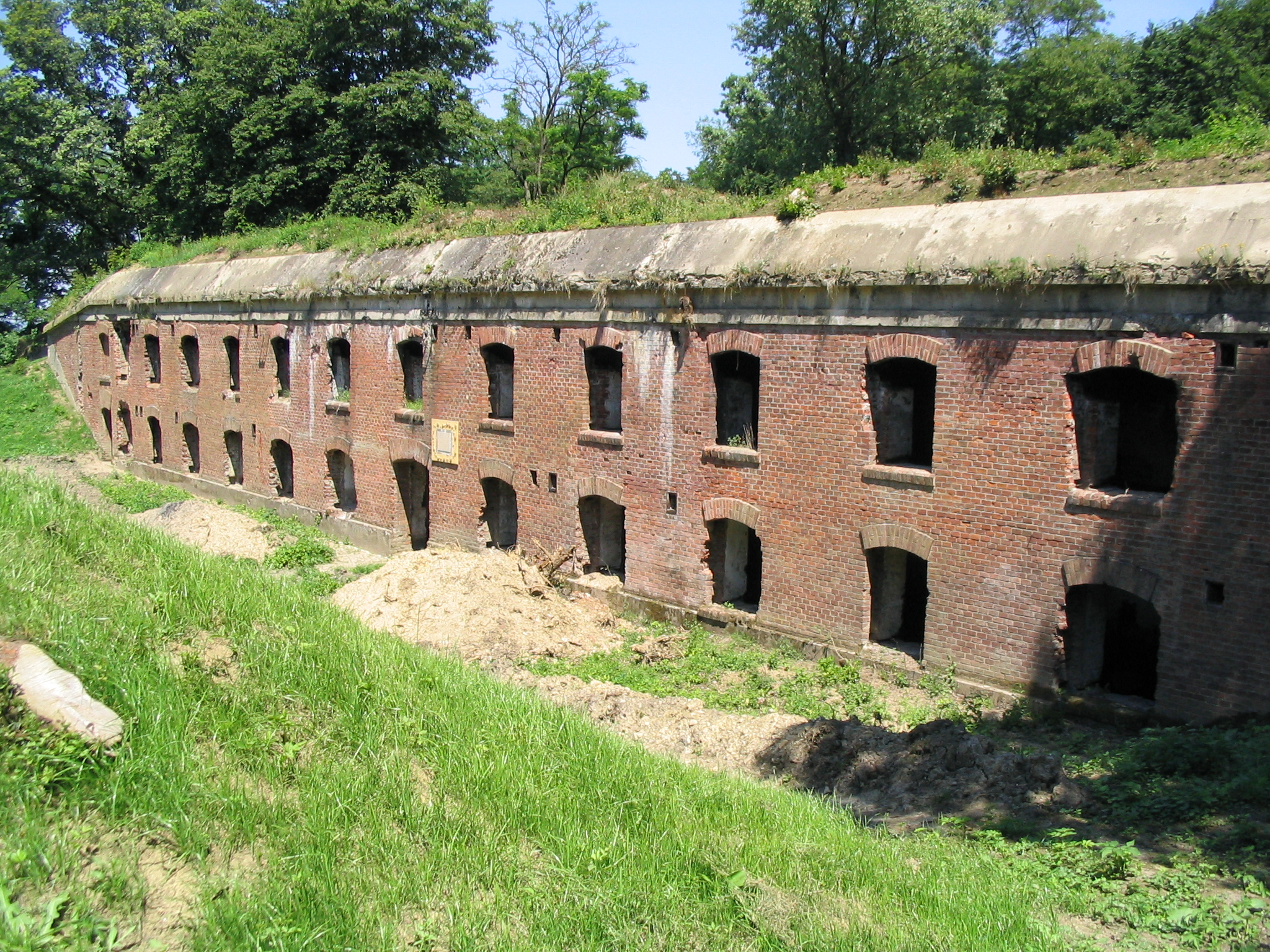
Fort W XV „Borek” w Siedliskach

W ramach muzealnej wystawy prezentowane są eksponaty związane z powstaniem oraz historią Twierdzy Przemyśl. W zbiorach znajdują się militaria (broń, amunicja, wyposażenie żołnierskie), przedmioty codziennego użytku załogi twierdzy, zdjęcia oraz mapy. Natomiast w filii muzeum, znajdującej się na terenie Fortu W XV „Borek” w Siedliskach zobaczyć można eksponaty wielkogabarytowe: pancerną wieżę obserwacyjną, części pancernej wieży bojowej oraz elementy wysadzonych dział.
Muzeum jest placówką sezonową, czynną codziennie z wyjątkiem wtorków.